# LCVP (アメリカ合衆国)

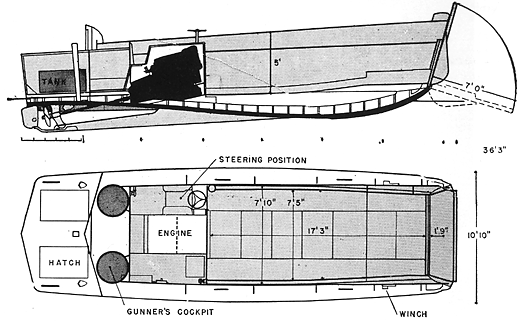
LCVPの図面

Landing Craft, Vehicle, Personnel, 通称：LCVPあるいはヒギンズ・ボート（Higgins Boat）は、アメリカ海軍の上陸用舟艇の一種である。単にLCVPとしたときにこの艇を指すことも多い。
アンドリュー・ヒギンズ設計による第二次世界大戦で用いられた上陸用舟艇であり、ヒギンズ・インダストリーおよびライセンスされた各社合計で20,000隻が建造された。
合板製の船体は吃水の浅い艀状であり、1個小隊相当の36人を9ノットの速度で海岸へ揚陸可能とした。乗り込んだ兵員は、前方のバウランプから突撃することが可能であった。

## 要目
- 軽貨排水量：18,000ポンド (8.2 t)
- 全長：36フィート3インチ (11.05 m)
- 全幅：10フィート10インチ (3.30 m)
- 吃水
  - 前方：2フィート2インチ (0.66 m)
  - 後方：3フィート (0.91 m)
- 機関：225馬力 (168 kW) グレーマリン・ディーゼルエンジンまたは、250馬力 (190 kW) ガソリンエンジン × 1基
- 速力：9ノット (17 km/h)
- 乗員：3人
- 搭載能力：車両6,000ポンド (2,700 kg)、もしくは物資8,100ポンド (3,700 kg)
- 兵員：36人
- 武装：7.62 mm機銃 × 2丁

## 現存する艇

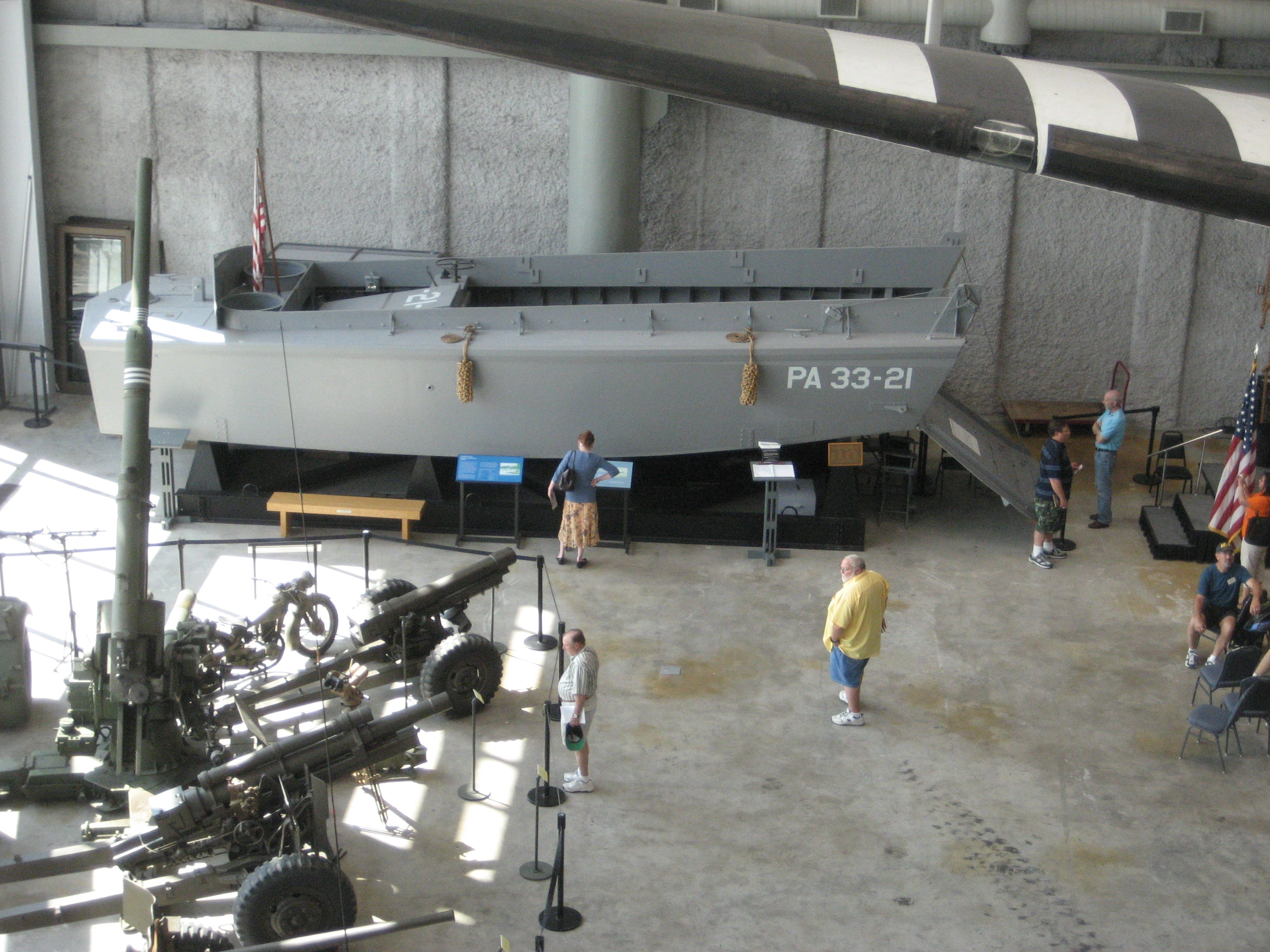
D-Day博物館に展示中のLCVP

数隻のオリジナルとレプリカが21世紀に入っても存在しており、国立第二次世界大戦博物館（旧称: 国立 D-Day 博物館）、アメリカン・ヘリテージ・ミュージアム、国立アメリカ陸軍博物館などアメリカの軍事系博物館で見ることができる。なおアメリカン・ヘリテージ・ミュージアムで展示のものはノルマンディーで発見されたLVCPのオリジナルである。